# 李載祿

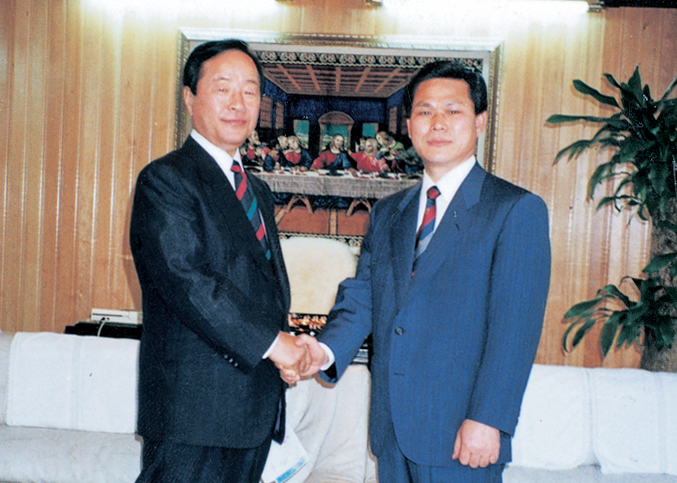
金泳三と会う李（右）

李 載祿（イ・ジェロク、이재록、1943年5月23日 - 2023年12月31日）は、韓国の宗教活動家。万民中央教会の堂会長を務めていた。

## プロフィール
1943年に全羅南道務安郡で3男3女の末っ子として生まれ長城郡で育った。結婚後7年間の病気に苦しむが姉の勧めでヒョンシネ財団のリバイバル聖会に参加した後に牧師になった。1982年7月25日、ソウル銅雀区新大方洞で万民教会を設立した。1983年、万民祈祷院を設立し、1984年3月、万民宣教学院を開設、1984年12月31日、教会を銅雀区大方洞に移転。1986年5月、牧師に叙階され、1987年、教会を銅雀区新出来洞に移転。
1989年12月18日、李の活動に対してイエス･キリスト大韓連合聖潔教団は万民中央教会に対して9つの要求（地方教会を建設する際に万民という名称を使用しないこと、証しの小冊子「死を前に永遠の命を味わう」の販売を禁止すること、説教テープの販売を禁止すること、賛美礼拝グループの活動を停止すること）をし、これに対して万民中央教会は公式に控訴したが、数ヶ月後に理由なく棄却された。1990年5月1日、教団総会はイ・ジェロク牧師を異端視し、教団から追放した。李牧師は著書の中で「総会聴聞部の牧師たちは、李牧師が言ってもいないことを言ったかのように売り込んで、自分を異端者として断罪した」と主張し、「5月1日の総会会場に300人の代議員のうち90人しか残っていなかったとき、地方大会に属する30人の代議員が李牧師の除名動議に賛成の挙手をし、自分の席を整えなかったため、李牧師は弁明の機会を奪われた」と述べた。
1991年7月1日韓国イエス・キリスト統一教会聖潔回総会を創立、初代総会長に選出された。同年2月10日、ソウル市九老洞の第四教会の建物に移転する。1996年アメリカのキングスウェイ神学大学で牧会学博士号を授与された。
タンザニア、アルゼンチン、ウガンダ、日本、パキスタン、ケニア、フィリピン、ホンジュラス、インド、 ロシア、ドイツ、ペルー、コンゴ民主共和国、アメリカ、イスラエルなどで海外連合大聖会を導いてきた。著書では、手記「死を前に永遠の命を味わう」を含む「十字架の道」、「天国」、「地獄」など100冊の著書があり、70カ国の言語に翻訳された。現在宗教間組織であるキリスト教世界復興宣教協議会の常任総裁を務めている。
2023年12月31日、万民中央教会の堂会長職務代行である三女の発表によると、同日の午前11時頃に死去。享年80。ただし、教会側は詳細な没日および死亡の原因を明らかにしていない。

## 議論

### ムアンの甘い水
1999年2月に、全羅南道 務安郡に所在する万民中央教会が飲料水のために穴を掘ったが、海水が混じって飲めなかったため、聖書の「出エジプトの時、マラの苦い水が甘い水に変わった」という話を信じて、海水を飲める水に変える祈りを始めた。2000年3月、イ・ジェロク牧師は飲料水の問題でムアン万民教会支部の牧師と一緒に祈ったところ、塩辛い水が翌日には飲める水に変わった。このムアンの甘い水を飲んだり、体に塗ったりすることで、二重まぶたになったり、さまざまな病気が治ったり、事故が治ったりしたという報告があった。ムアンの甘い水を飲んだり塗ったりすることで昆虫や獣が生き返ることや、故障した機械が正常に動くようになったという主張さえあった。2007年ムアンの甘い水が韓国食品医薬品安全庁によって人間の摂食に適さないと判断されたとメディアが報じたとき、教会側は、米国FDAによってミネラル、重金属、残留農薬、皮膚反応、経口毒性が検査され、機能性ミネラル飲料という概念において安全で優れていることが判明したと発表した。同教会はジェロクの著書やウェブサイトでこのように主張し、その証拠としてミネラルと経口毒性試験の2つの報告書を掲載した。
ムアンの甘い水自体は大韓民国のインターネット環境でよくパロディの素材として使われた。

### 文化放送乱入事件
1999年 文化放送はジェロクの不正疑惑を扱うPD手帳を放映しようとしたが、信徒たちが放送局を占拠放送を妨害した。
PD手帳は、当時、イ・ジェロクの米国遠征賭博、違法建築物問題、信徒名義の違法融資、献金強要、性的スキャンダルについて放送しようとしたが、裁判所が仮処分申請を認め、性的スキャンダルに関する内容は除外されたが、信徒の放送局への乱入で放送が7分間中断された。
文化放送は事件について損害賠償を請求した。裁判所は、万民中央教会や副牧師などの責任は認めたが、イ・ジェロク牧師の責任は認めなかった。また裁判所は、「イ・ジェロク牧師の場合は、放送局乱入に加担したり、被告の不法行為を教師という証拠がない」と述べた。
また、ソウル地裁南部支部（民事1部）は14日、万民中央教会とイ・ジェロク牧師が文化放送を相手取って提起した「反訴」の一部、計23件の反訴をMBCが受理すべきとの判決を下した。ソウル地裁は、万民中央教会とイ・ジェロク牧師が反訴を提起した62番組のうち23番組について、「文化放送は十分な反訴の機会を提供していない」、「反訴を立証する証拠がない」、「イ・ジェロク牧師のように、放送局に立ち入って不法に放送を妨害したわけでもない請求者が反訴を提起することを妨げることはできない」とし、反訴を認めるべきとの判決を下した。
文化放送はこれに対して反論報道を停止させる間接強制執行停止を裁判所に申請したが棄却された。

### 女神性暴行事件
ジェロクが女性信徒に1990年代後半から2015年まで性的暴行を加えたりセクハラをしたという告訴が提起された。被害者らは、イ・ジェロクが神の指示や要求として性交を強要したと主張した。また、被害者はジェロクが性的暴行をした後、被害者に毎回お金を渡したと主張した。ジェロクは、これらの主張がすべて事実でないと、これらの内容の放送を禁止する仮処分訴訟を進行したが、却下された。警察はイ・ジェロクについて「常習準強姦」容疑でソウル中央地方裁判所に拘束令状を申請し、ソウル中央地方裁判所は、犯罪の疑いが釈明されて逃走と証拠隠滅の恐れがあるとジェロクの拘束令状を発行した。
教会信徒を常習的に性暴行した疑いで、1審で中型刑を宣告され、控訴審で、ソウル高裁刑事11部（ソンジヨン部長判事）は17日、常習準強姦などの疑いで起訴されたが、牧師に懲役15年を宣告した原審を破棄して懲役16年を宣告した。2019年8月9日、最高裁判所は懲役16年を宣告した2審の判決を確定した。